# St. Joseph (Westenholz)

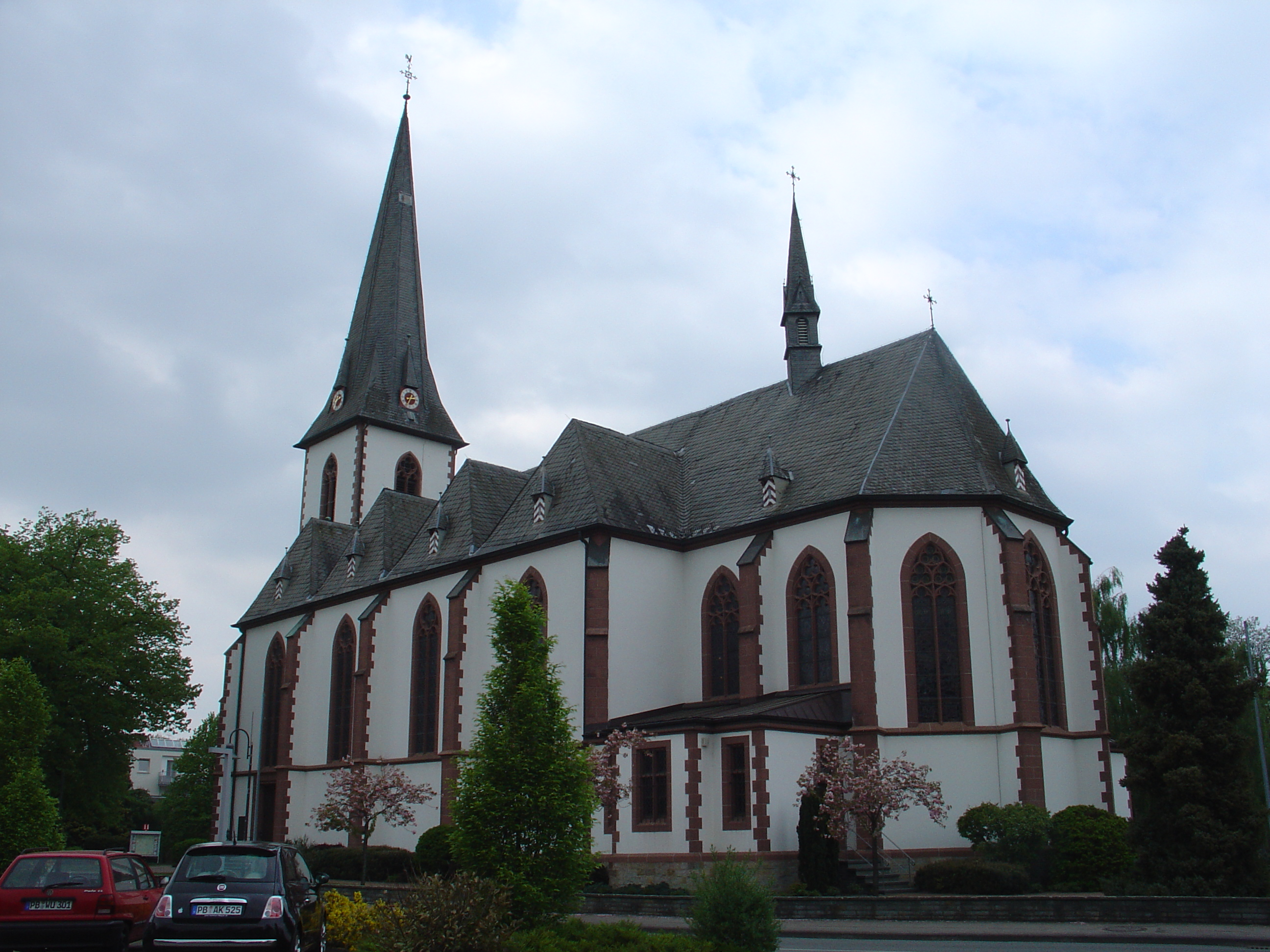
Pfarrkirche St. Joseph in Westenholz

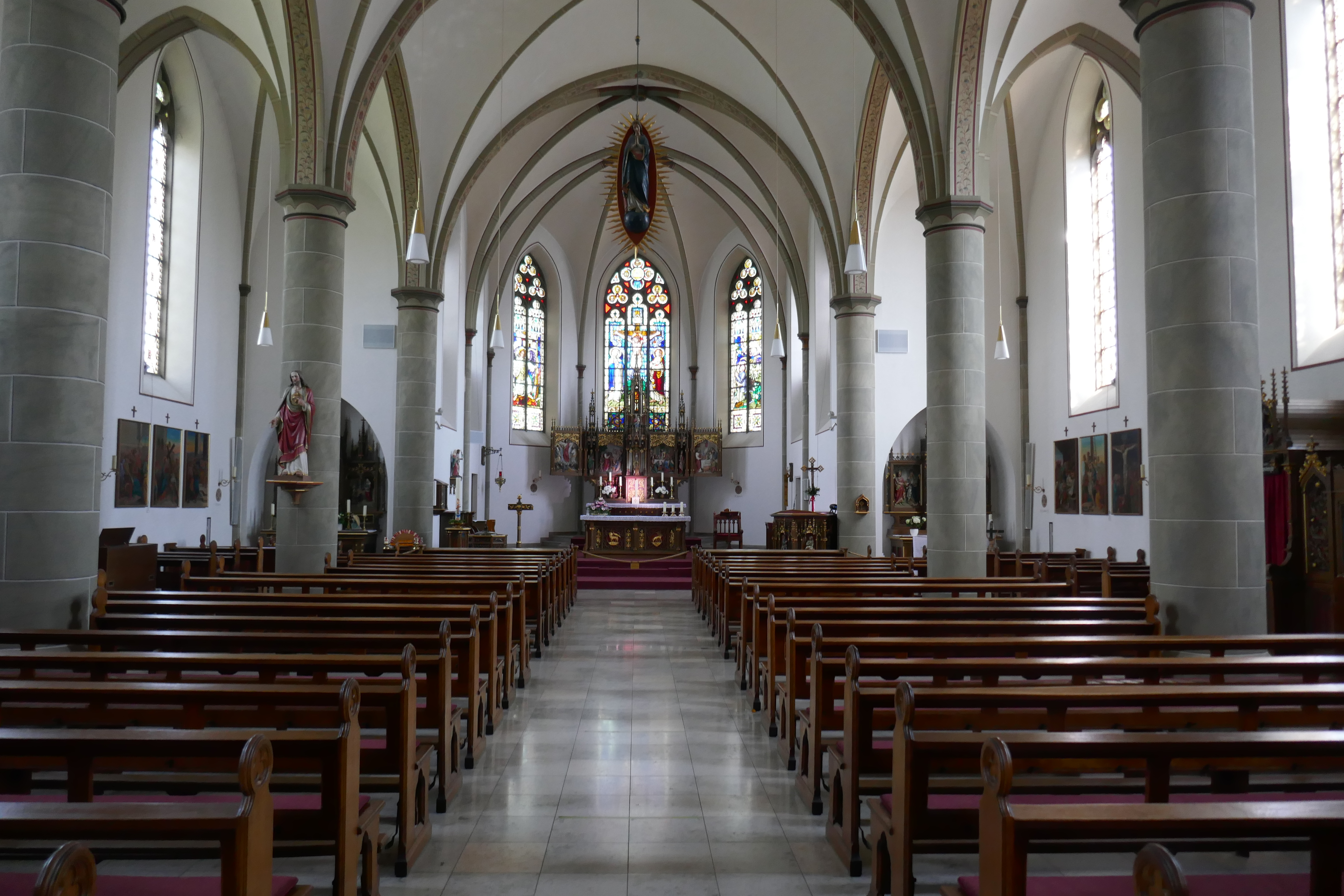
Innenansicht

St. Joseph ist eine katholische Pfarrkirche in Westenholz, einem Ortsteil im ostwestfälischen Delbrück im Kreis Paderborn. Kirche und Gemeinde gehören zum Pastoralverbund Delbrück-Hövelhof im Dekanat Büren-Delbrück des Erzbistums Paderborn.
Die Kirche ist als neugotische Hallenkirche, die mit acht Rundpfeilern gestützt wird, errichtet. Auf den Kapitellen stützen sich die Kreuzgratgewölbe der Seitenschiffe, die von Spitzbögen getrennt werden. Außen entsprechen Konsolen den Kapitellen, auf die sich die Gurte stützen. Die Fenster von dem Paderborner Glasmaler Anton Teufel sind mit gotischem Maßwerk versehen. Die Chorfenster wurden 1924 von Otto Peters geschaffen.

## Geschichte
Im Jahr 1470 wurde mit dem Bau der ersten Kirche in Westenholz begonnen. 1623 wurde sie durch hessische Truppen im Dreißigjährigen Krieg niedergebrannt. Sie wurde 1624 wieder aufgebaut.
1716 wurde mit dem Bau der ersten Pfarrkirche in Westenholz begonnen. Ein Jahr später erhob der Paderborner Fürstbischof Franz Arnold von Wolff-Metternich zur Gracht Westenholz zur Pfarrei. 1812 wurde der baufällige Kirchturm abgetragen und durch einen neuen ersetzt.
1901 war Grundsteinlegung der heutigen neugotischen Kirche, die nach Plänen von Baurat Arnold Güldenpfennig errichtet wurde. Dabei behielt man den Kirchturm bei, erhöhte ihn jedoch auf etwa 50 Meter. 1905 war der Bau abgeschlossen und konnte durch den Bischof Wilhelm Schneider konsekriert werden. 1934 wurde die Orgel der Fa. Feith aus Paderborn eingeweiht. 1980 wurde der Innenraum der Kirche restauriert. Von November 2010 bis April 2011 wurde eine Renovierung der Kirche durchgeführt.

### Pfarrer
| Zeitraum  | Pfarrer                                                                                               |
| --------- | --- |
| 1717–1719 | Franziskanerpatres                                                                                    |
| 1719–1721 | Conrad Mathias Valepage                                                                               |
| 1721–1729 | Gregorius Valepage (Bruder des C. M. Valepage)                                                        |
| 1729–1732 | Hermann Mets                                                                                          |
| 1732–1754 | Franz Wilhelm Lohmann                                                                                 |
| 1754–1764 | Johannes Bernhard Fraunen                                                                             |
| 1764–1793 | Franz Wilhelm Hülsmann                                                                                |
| 1793–1798 | Gottfried Ewers                                                                                       |
| 1798–1801 | Franz Evers (Bruder von Gottfried Ewers)                                                              |
| 1801–1810 | Heinrich Schmale                                                                                      |
| 1810–1819 | Conrad Gisete                                                                                         |
| 1819–1829 | Bernhard Botel                                                                                        |
| 1829–1844 | Petrus Crimmel                                                                                        |
| 1844–1866 | Christoph Claes                                                                                       |
| 1866–1897 | Heinrich Düsterhus                                                                                    |
| 1897–1904 | Karl August Dissen                                                                                    |
| 1904–1922 | Heinrich Maria Albert Tobbe                                                                           |
| 1923–1947 | Anton Pieper, Dechant                                                                                 |
| 1947–1957 | Heinrich Kettermann                                                                                   |
| 1957–1974 | Johannes Koch                                                                                         |
| 1974–2007 | Wilhelm Dierkes, Dechant, Geistl. Rat                                                                 |
| 2007–2012 | Jürgen Hülseweh                                                                                       |
| 2012–     | Seit 2012 Pastoralverbund Delbrück, seitdem ein gemeinsamer Pfarrer des Verbunds. Pfarrer Bernd Haase |

## Ausstattung
Der Hochaltar ist ein Werk der Wiedenbrücker Schule und wurde im Zuge der Innenrenovierung ebenfalls restauriert. Der Altar stammt aus der Werkstatt Becker-Brockhinke, die Figuren und Reliefs schuf der Bildhauer Heinrich Hartmann. Die Thronende Madonna wurde 1977 vom Langenberger Bildhauer Philippsen ergänzt.
Die beiden Beichtstühle wurden ebenfalls bei der Restaurierung wiederhergestellt. 1933 baute man den rechten Beichtstuhl zum Beichtzimmer um.
Links und rechts neben dem Hauptaltar gibt es zwei Seitenaltäre. Der linke Marienaltar zeigt die Unbefleckte Empfängnis, der rechte Josephsaltar zeigt im linken Relief Kaiser Heinrich und seine Gemahlin Kunigunde, im rechten Relief die Speisung der Armen durch König Eduard von England. Beide sind ebenfalls Werke der Wiedenbrücker Schule.
In der barocken Turmkapelle steht ein Bildnis der Schmerzhaften Muttergottes aus der ersten Pfarrkirche in Westenholz. Die Kapelle war früher der Haupteingang der Kirche.
Der Zelebrationsaltar entstand 1974 aus den reich verzierten Kommunionbänken, die der Nordhagener Holzkünstler Hermann Selhorst (1877–1931) in seiner „Werkstatt für religiöse Kunst“ angefertigt hatte. Die Motive sind biblische Tier-Allegorien: einerseits Pelikan und Löwe, andererseits Lamm und Hirsch.

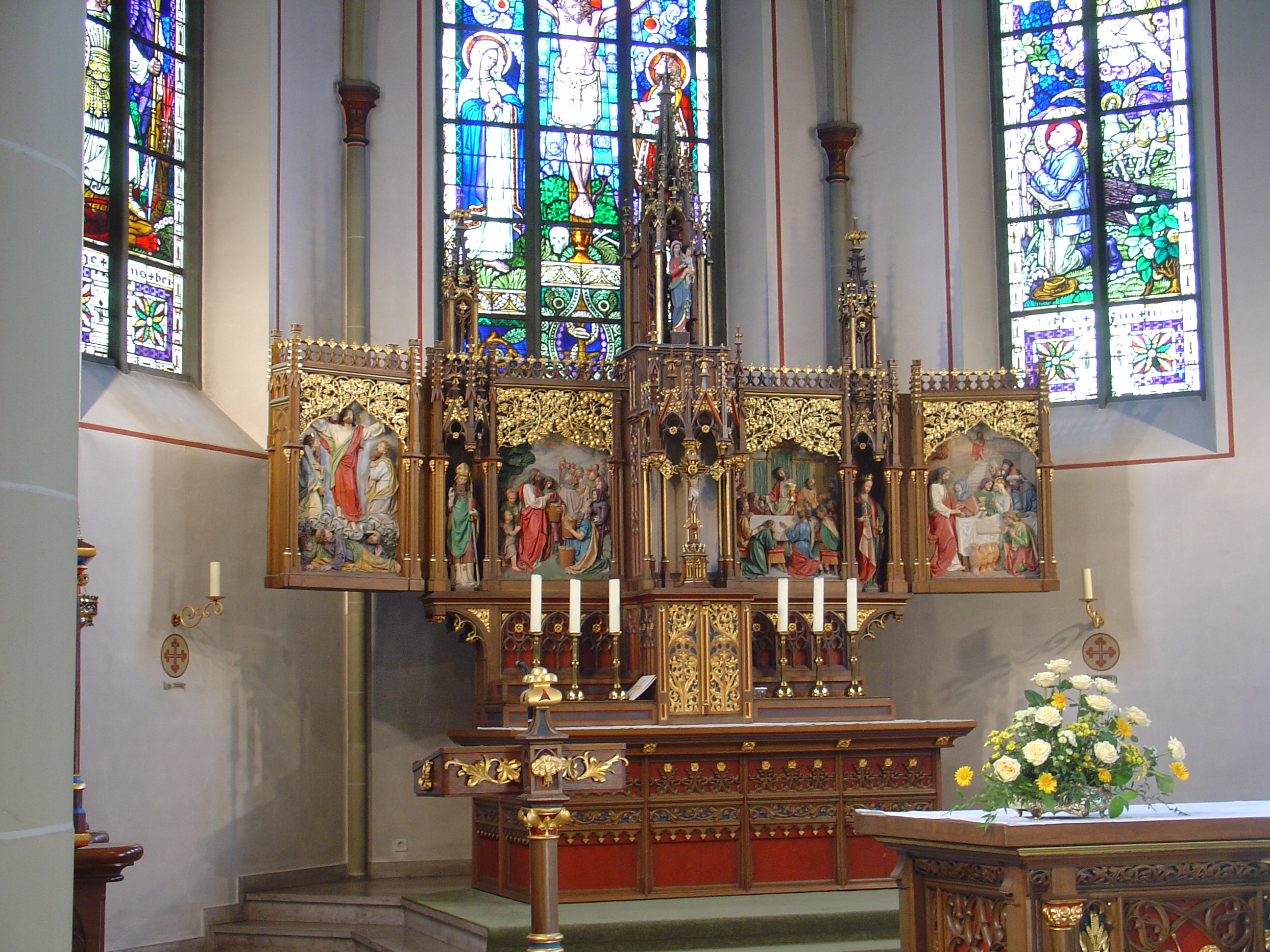
Hochaltar
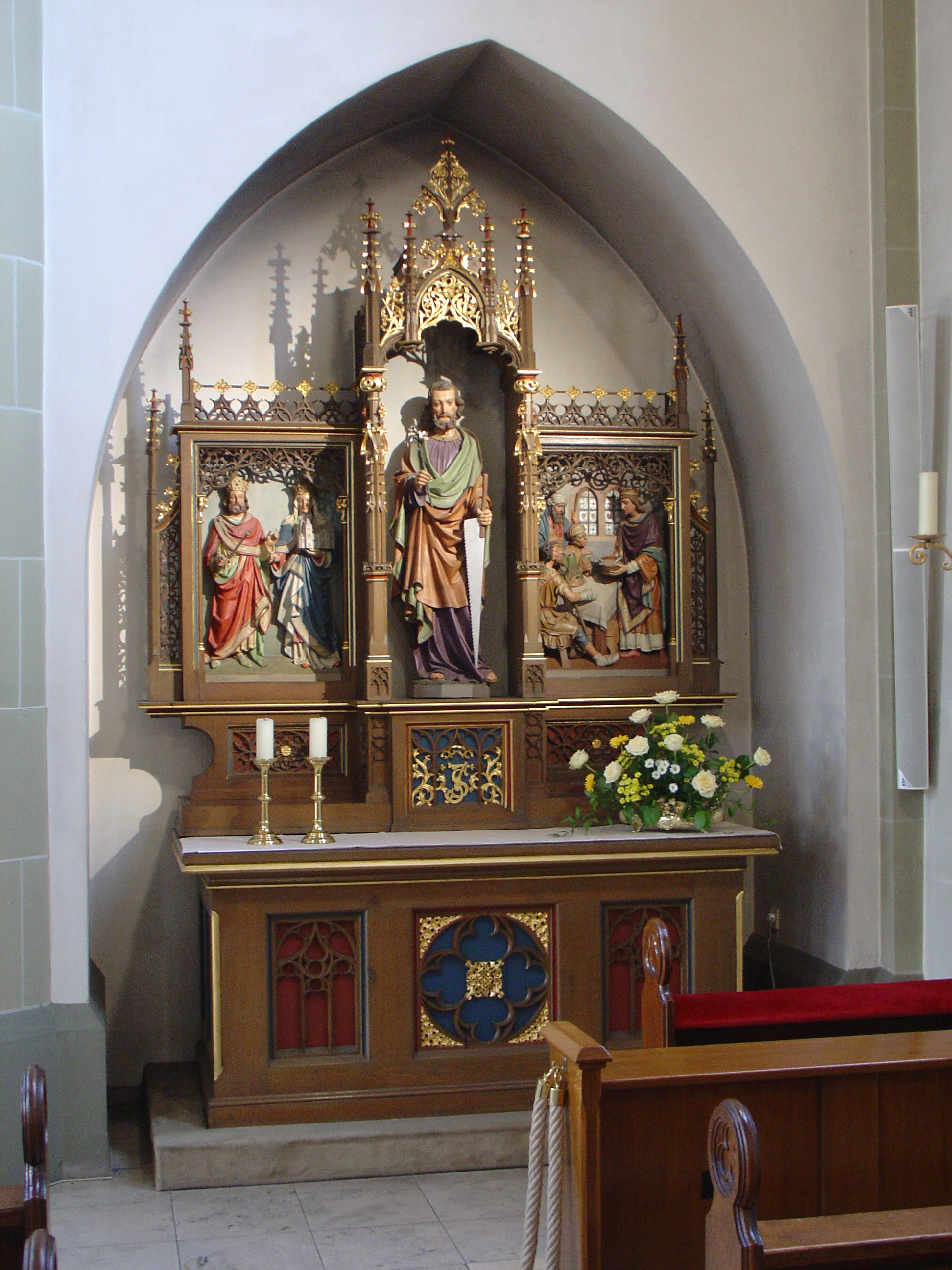
Josephsaltar
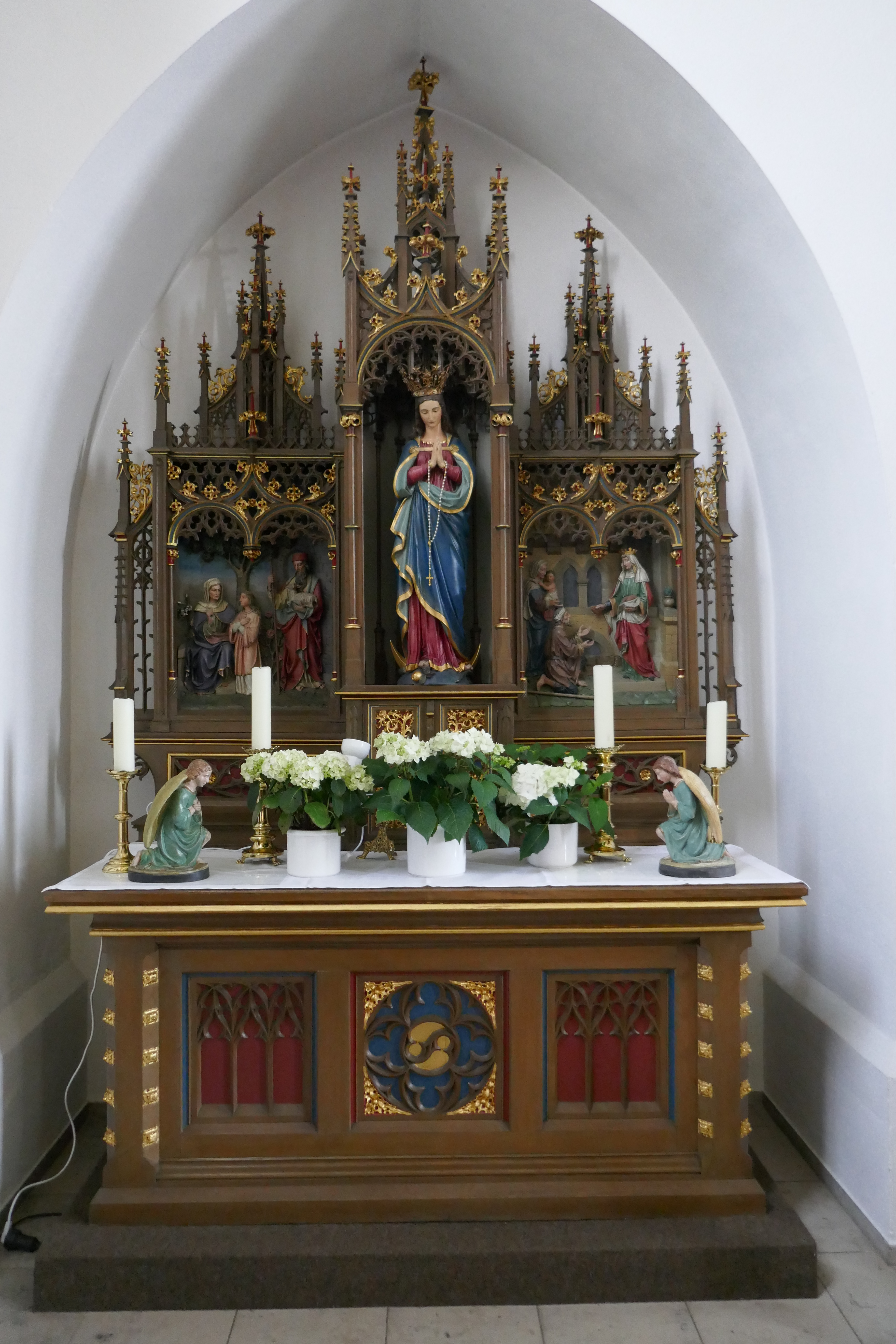
Marienaltar
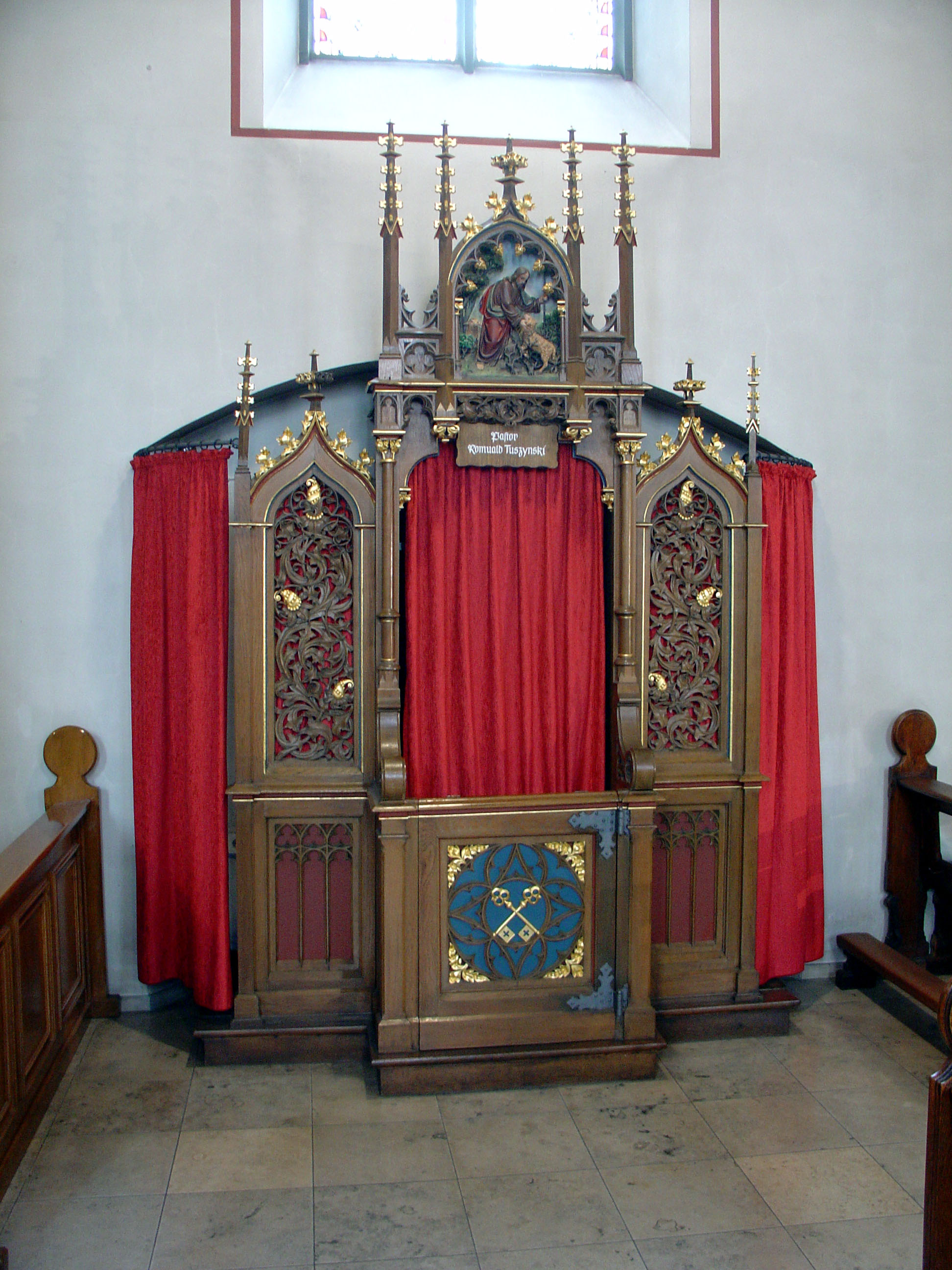
Beichtstuhl
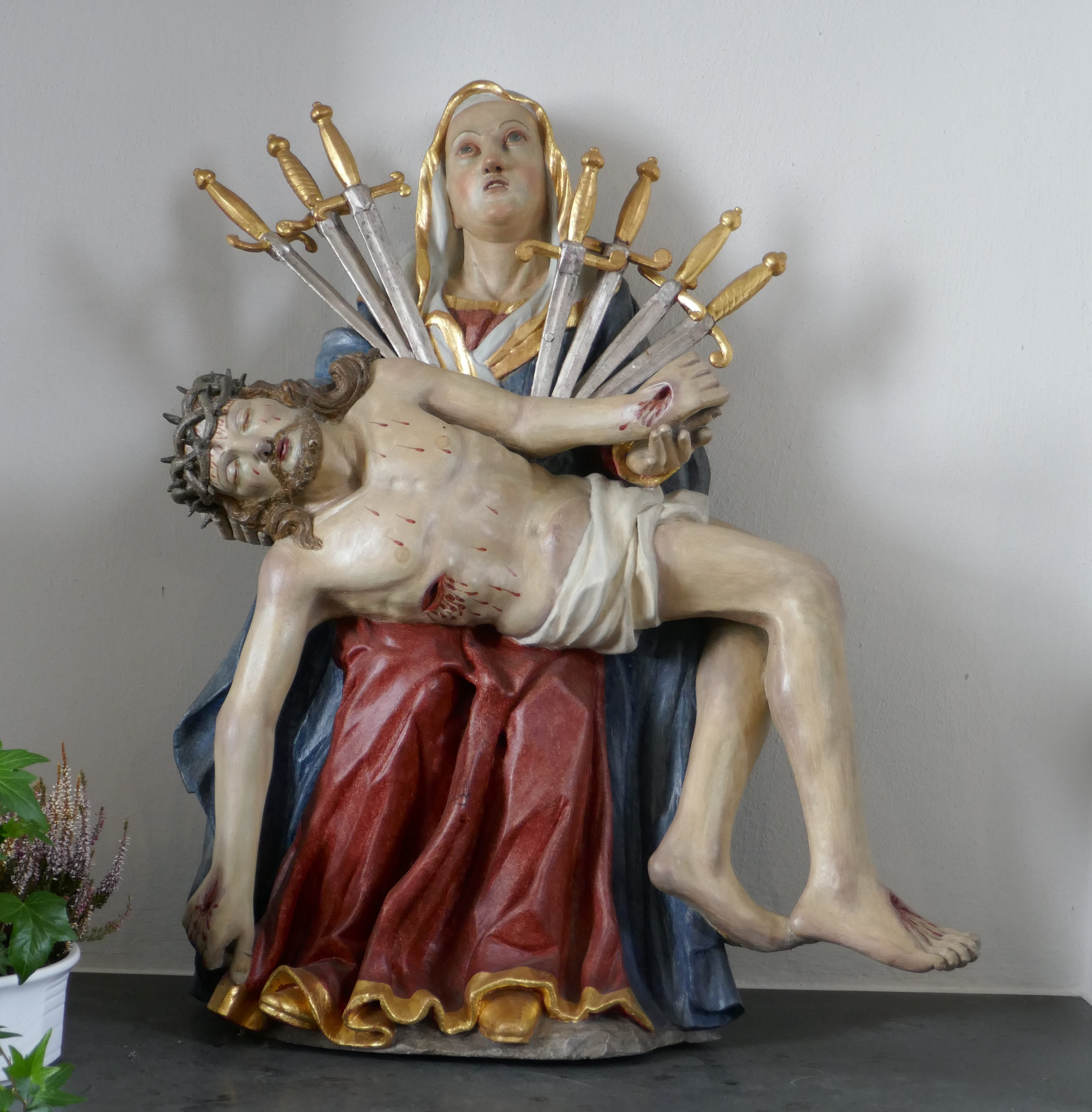
Pietà

### Orgel

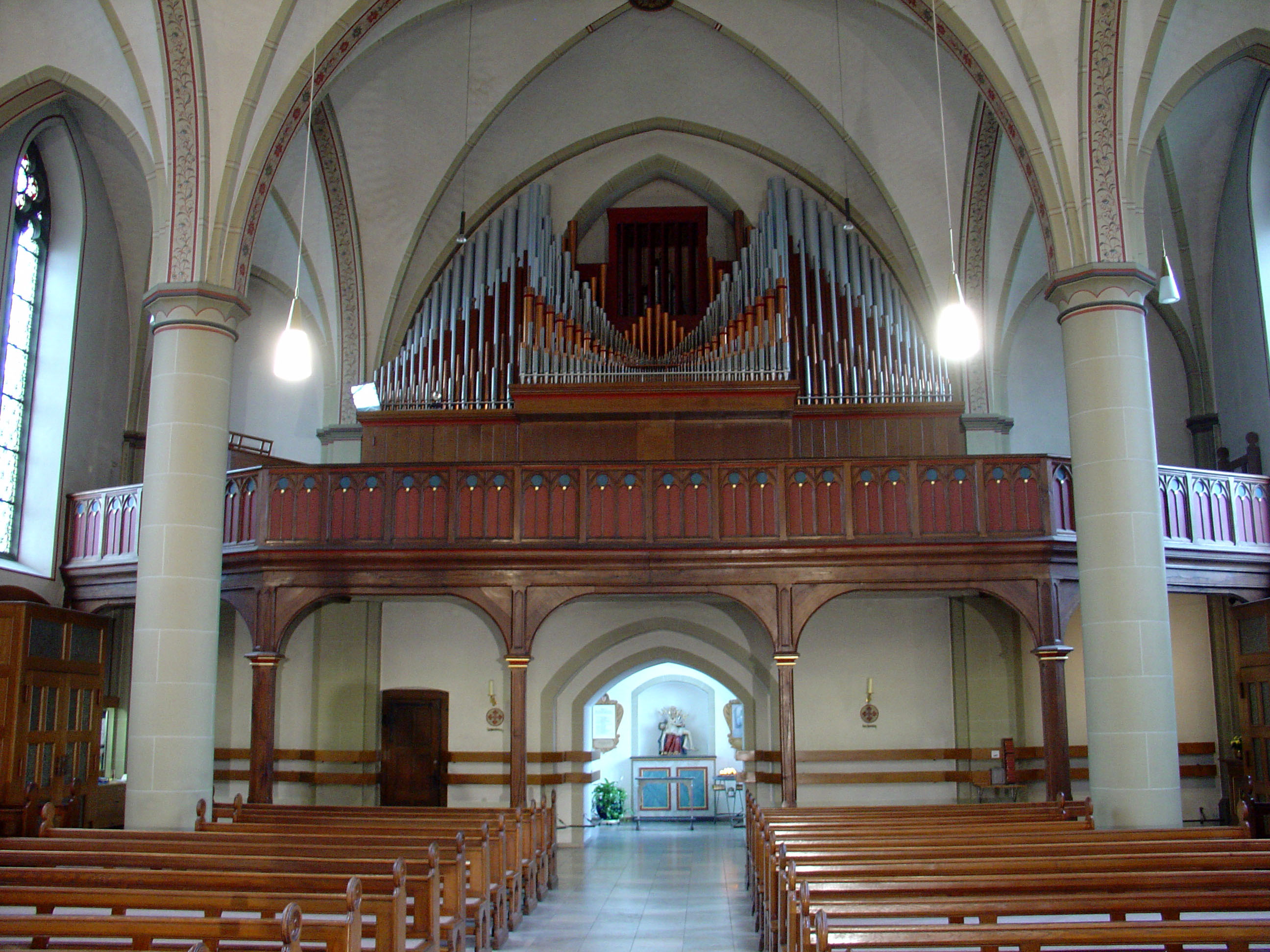
Orgelempore

1934 wurde die Orgel von der Firma Anton Feith in Paderborn erbaut. Sie verfügt über 23 klingende Register, die auf zwei Manuale, ein Hauptwerk und ein Schwellwerk, sowie auf ein Pedalwerk verteilt sind. 1958 erfuhr sie eine Grundüberholung durch Speith-Orgelbau. Auch im Zuge der Renovierung der Pfarrkirche 2011 wurde die Feith-Orgel durch eine sauerländische Orgelbaufirma grundüberholt, gereinigt, neu intoniert etc. Im Jahr 2015 wurde die Orgel aufwändig restauriert. Dabei wurde die in den 1960er Jahren neu eingesetzte und nicht dem Originalzustand entsprechende Mixtur wieder gegen die Originale ausgetauscht. Das bedeutet also, dass das ursprüngliche Klangbild der Orgel von 1934 wiederhergestellt ist. Eine Ergänzung stellt ein Zimbelstern, ein sogenanntes Effektregister, das im Schwellwerk eingebaut wurde, dar. Im Folgenden ist die Disposition der Feith-Orgel vorzufinden:
| I Hauptwerk C– |       |            |
| Prinzipal      | 8′    |            |
| Rohrgedackt    | 8′    |            |
| Gemshorn       | 8′    |            |
| Querflöte      | 4′    | [ Anm. 1 ] |
| Quintflöte     | 2 ⁄3′ |            |
| Nachthorn      | 2′    |            |
| Mixtur III–IV  |       | [ Anm. 2 ] |
| Rankett        | 16′   | [ Anm. 3 ] |
| Dulciana       | 8′    |            |

| II Schwellwerk C– |          |            |
| Geigprinzipal     | 8′       |            |
| Doppelflöte       | 8′       | [ Anm. 4 ] |
| Zartgeige         | 8′       |            |
| Undamaris         | 8′       | [ Anm. 5 ] |
| Oktav             | 4′       |            |
| Terzflöte         | 1 3⁄5′   |            |
| Rauschpfeife II   | 2 ⁄3′+2′ |            |
| Trompete          | 8′       |            |

| Pedal C–      |     |            |
| Prinzipalbass | 16′ |            |
| Subbass       | 16′ |            |
| Zartbass      | 16′ | [ Anm. 6 ] |
| Cello         | 8′  |            |
| Kupferflöte   | 4′  |            |
| Bauernflöte   | 2′  |            |
| Posaune       | 16′ |            |

- Koppeln:
  - Normalkoppeln: II/I, I/P, II/P
  - Superoktavkoppeln: I/I, II/II, II/I, I/P, II/P
  - Suboktavkoppeln: II/I, II/II
- Effektregister: Zimbelstern (neu 2015)

Anmerkungen
1. ↑  überblasen
2. ↑  neu 2015
3. ↑  gedeckelt
4. ↑  doppeltes Labium
5. ↑  schwebend
6. ↑  gekoppelt mit Subbass

Die Zahlen hinter den Registernamen stehen in der Einheit Fuß und geben die Länge der längsten Pfeife des jeweiligen Registers an. Im Beispiel: Die längste Pfeife des Prinzipalbasses 16′ hat eine Länge von ungefähr 4,8 Meter.

### Glocken
Im Kirchturm von St. Joseph hängen drei Glocken, eine vierte ist im Dachreiter über der Vierung. Die größte unter ihnen ist auf e′ gestimmt, hat einen Durchmesser von 1,25 Meter und ein Gewicht von 1.100 kg. Sie trägt die Inschrift Ich bete das Herz Jesu an, ich bete für die Lebenden, ich trauere um die Verstorbenen. Ich bin gegossen in der Werkstatt in Brilon von Albert Junker, 1945.
Die zweite Glocke ist auf g' gestimmt, hat einen Durchmesser von 1,05 Meter und wiegt 600 kg. Sie trägt die Inschrift Die hl. Gottesmutter und die hl. Agatha lobe ich, daß sie für uns bitten und uns die Wohltaten des Friedens erflehen. Ich bin gegossen in der Werkstatt in Brilon von Albert Junker, 1945.
Die kleinste Glocke im Turm hat als einzige den Zweiten Weltkrieg überstanden. Sie ist auf a' gestimmt, hat einen Durchmesser von 85 cm und wiegt 300 kg. Sie trägt die Inschrift Dem hl. Joseph zu Ehren geweiht, gegossen für die Kirche in Westenholz. - Petit et Edelbrock in Gescher 1856 – umgegossen in der Werkstatt in Brilon von Heinrich Humpert, jetzt A. Junker, 1921.
Die jüngste Glocke im Dachreiter ist auf c''' gestimmt, hat einen Durchmesser von 36 cm und wiegt 30 kg. Die Inschrift lautet Hl. Bruder Klaus – Fried ist allweg in Gott! Gott allein ist Fried! - 1983. Gegossen in der Werkstatt Petit et Edelbrock in Gescher, 1983.